# Ludwig Weyandt
Ludwig Weyandt (vor 1680 – nach 1720) war ein schwedischer Hofmaler in Gottorf.

## Leben

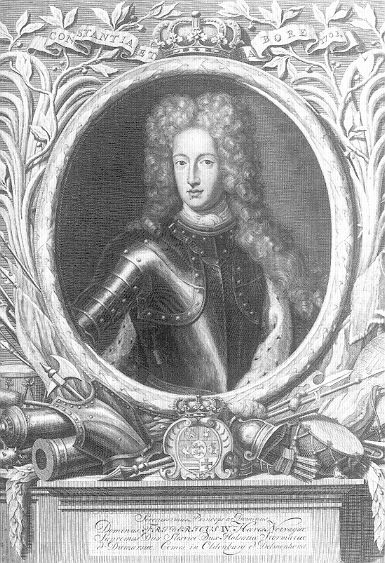
Friedrich IV. (Schleswig-Holstein-Gottorf), Kupferstich von Pieter van Gunst nach einem Gemälde von Ludwig Weyandt, 1704

Weyandt war vermutlich ein Sohn oder ein Verwandter des fürstlich Holstein-Gottorfschen Hofgoldschmieds Friedrich Weyandt, der in Kiel tätig war. Er soll aus Schweden stammen und war in den 1680er Jahren zur Ausbildung in Rom, wo sein Aufenthalt nachgewiesen ist; unter anderem verfügt die Hamburger Kunsthalle über Blätter, die Weyandt in den 1680ern in Rom erwarb. Ab 1691 war er im Herzogtum Schleswig als Hofmaler auf Schloss Gottorf und in Schleswig tätig, aber auch in Kiel. Auch in den Kirchenbüchern der Michaeliskirche in Schleswig ist er ab 1691 als Taufpate mehrfach vermerkt. 1695 war er an zumindest drei Veröffentlichungen aus Anlass des Todes von Herzog Christian Albrecht von Holstein-Gottorf beteiligt. Als Hofmaler ist er in den Büchern der Gottorfer Rentekammer erfasst, ab 1703 als Ober-Hofmaler. Er malte Porträts, Tierbilder (insbesondere Hunde des Herzogs), Pflanzen, mythologische Szenen und war als Dekorationsmaler tätig. Seine Porträts befinden/befanden sich in den Sammlungen von Schloss Gottorf, Schloss Eutin, Kiel und Schloss Gripsholm.
Seine Porträtgemälde wurden zu Vorlagen für Kupferstecher seiner Zeit wie Pieter van Gunst und durch diese vervielfältigt und weiter verbreitet.